# 4316 Babinkova
4316 Babinkova (1979 TZ1) là một tiểu hành tinh vành đai chính được phát hiện ngày 14 tháng 10 năm 1979 bởi N. S. Chernykh ở Nauchnyj.